# Ханой (трасса)
Уличная трасса Ханой (вьет. Đường đua phố Hà Nội) — гоночная городская трасса в столице Вьетнама Ханое, расположена в районе Намтыльем. Это уличная трасса, предназначенная для проведения Гран-при Вьетнама, одного из этапов чемпионата мира Формулы-1. Трасса была спроектирована известным архитектором автодромов Германом Тильке, она состоит из 23 поворотов, её длина 5,613 км. Гран-при Вьетнама должен был дебютировать в 2020 году, но, как и многие другие этапы, был отложен из-за пандемии COVID-19.

## Конфигурация
Трасса, идущая против часовой стрелки, расположена рядом с национальным стадионом My Dinh и состоит из участка улицы с добавлением специально построенных участков. Уличная трасса в Ханое имеет одну из самых длинных прямых в календаре Формулы-1, её длина равна 1,5 км.
Специально построенный участок трассы был вдохновлён несколькими существующими автодромами. 1 и 2 повороты основаны на соответствующих поворотах немецкого Нюрбургринга. Повороты с 12-го по 15-й вдохновлены плавной связкой поворотов Sainte Devote, Beau Rivage и Massanet на первом секторе трассы Монако. За ними следует связка высокоскоростных поворотов 16–19, на которых происходит активная работа рулём и быстрая смена направления движения: эта часть напоминает «эски» (связка стремительных 3–6 поворотов) японской Судзуки. Конфигурация последних трёх поворотов городской трассы Ханоя были вдохновлены поворотами третьего сектора малайзийского Сепанга.

## История
Первый в истории Гран-при Вьетнама должен был пройти на новой уличной трассе в Ханое с 3 по 5 апреля 2020 года. Однако 13 марта стало известно о том, что Гран-при отложен (совместно с Гран-при Бахрейна) из-за пандемии COVID-19.